# Sicyos martii
Sicyos martii är en gurkväxtart som beskrevs av Célestin Alfred Cogniaux. Sicyos martii ingår i släktet hårgurkor, och familjen gurkväxter. Inga underarter finns listade i Catalogue of Life.